# Botanophila cercodiscoides
Botanophila cercodiscoides är en tvåvingeart som beskrevs av Fan, Zhong och Deng 1988. Botanophila cercodiscoides ingår i släktet Botanophila och familjen blomsterflugor. Inga underarter finns listade i Catalogue of Life.